# Bile

A bile é armazenada na vesícula biliar (5) é produzida no fígado (4) e liberada no intestino delgado (6)

Bile, bílis, fel ou suco biliar é um fluído produzido pelo fígado (produz cerca de um litro de bile por dia) e armazenado na vesícula biliar - capacidade de armazenar 20 - 50 ml de bile - e atua na emulsificação de gorduras (homogeneização da suspensão de gordura em dispersão coloidal, análogo à atuação do detergente em óleo), facilitando a ação da lipase pancreática, uma enzima produzida pelo pâncreas, pois aumenta a superfície de contato gordura-enzima. Determinados microrganismos o usam para evitar a putrefação de alguns alimentos e na absorção de substâncias nutritivas da dieta ao passarem pelo intestino.

## Composição
A bile é composta por água (97-98)%, 0.7% de sais biliares, 0.2% de bilirrubina, 0.51% de lípidos (colesterol, acidos gordos, lecitina) e 200meq/l de sais inorgânicos.
Os ácidos biliares (ou sais biliares) têm por objetivo auxiliar a absorção de diferentes tipos de lipídeos (gorduras), por meio de sua emulsificação. Os ácidos biliares de animais podem ser usados para remover manchas de roupas.

## Trajetória
A bile é produzida pelo fígado, e é armazenada pela vesícula biliar, nos animais que a possuem. Ao ser produzida, segue pelos ductos biliares, passa à vesícula, indo ao duodeno, onde emulsiona as gorduras fazendo com que o pequeno tamanho das partículas lipídicas formadas aumente a área superficial exposta à ação da lipase pancreática; sua coloração geralmente é amarela, apresentando uma tonalidade esverdeada. 95% dos sais produzidos pela bile são reabsorvidos e reutilizados.

## Distúrbios
Quando é ingerido alimento gorduroso, a vesícula se contrai para expelir seu conteúdo; se ocorrer alguma obstrução no ducto (tumor, cisto, ou cálculo biliar), a bile fica retida no fígado. Caso não seja tratado, ocorre um extravasamento retroativo, que deixa a tonalidade da pele amarelada, e altera também a coloração normal das fezes, que ficarão mais claras. A estes efeitos ou sintomas, se dá o nome de icterícia obstrutiva.
Além disso, vítimas de insuficiência renal podem ter dificuldades em digerir gorduras por distúrbios no metabolismo da bile. Da mesma forma, pedras na vesícula podem impedir a passagem da bile.

## Trato biliar
O trato biliar consiste em dutos que transportam a bile do fígado para a vesícula biliar e, em seguida, para o intestino delgado. A vesícula biliar é um órgão pequeno em forma de pera, localizado por baixo do fígado que armazena a bile. Quando o organismo precisa de bile a vesícula biliar se contrai, excretando a bile pelos dutos biliares até o interior do intestino delgado. A bile ajuda na digestão ao facilitar a absorção de colesterol, gorduras e vitaminas lipossolúveis no intestino e também elimina do organismo determinados produtos residuais, principalmente bilirrubina e o colesterol em excesso. Se os dutos biliares estiverem bloqueados, a vesícula biliar pode inflamar gerando o quadro chamado: colecistite.
O fluxo de bile pode ser bloqueado por:
- Cálculos biliares que passam da vesícula biliar para os dutos;
- Lesões nos dutos biliares durante a cirurgia de vesícula biliar;
- Estreitamento dos dutos biliares causado por fatores como infecções relacionadas à AIDS e colangite esclerosante primária;
- Distúrbios do pâncreas, que podem estreitar os dutos biliares que passam pelo pâncreas;
- Tumores no pâncreas, vesícula biliar ou dutos biliares.[6]

## Exames
Apenas alguns exames laboratoriais de fato dão indícios sobre a função hepática ao avaliar a excreção hepatobiliar (p. ex., bilirrubina) ou a capacidade de síntese do fígado. Os testes laboratoriais mais úteis, principalmente para a triagem de doenças hepáticas, são os níveis séricos de aminotransferases (os testes de função hepática mais comumente usados), bilirrubinas e fosfatase alcalina.

### Exames para lesão hepática

#### Aminotransferases
A alanina aminotransferase (ALT) e a aspartato aminotransferase (AST) são liberadas pelos hepatócitos lesionados; assim, estas enzimas são boas marcadoras de lesão hepática. Níveis bastante elevados (> 500 UI/L; sendo os valores normais ≤ a 40 UI/L), geralmente resultam de: Hepatite viral aguda, hepatite induzida por toxina ou droga, ou hepatite isquêmica ou infarto hepático. O grau de elevação pode não refletir a extensão da lesão hepática. Medições seriadas refletem melhor a gravidade e o prognóstico do que uma única medição. Uma queda das enzimas para valores normais demonstra recuperação, a não ser que haja aumento concomitante dos níveis de bilirrubina e tempo de protrombina (TP) - que pode ser indicativo de insuficiência hepática aguda grave.
Níveis de aminotransferases podem ser muito elevados em casos de:
- Exacerbação aguda de hepatite autoimune;
- Reativação de hepatite B crônica;
- Síndrome de Budd-Chiari aguda;
- Esteatose aguda da gestação;
- Migração de cálculo biliar.

Podem ser moderados em Ede:
- Cirrose secundária a hepatites virais;
- Doença hepática gordurosa não alcoólica (DHGNA);
- Hepatopatias colestáticas;
- Carcinoma hepatocelular.

#### Desidrogenase láctica
LDH, comumente incluído em análises de rotina, está presente em muitos outros tecidos e é insensível e inespecífico para lesão hepatocelular. LDH tipicamente se eleva na isquemia hepática e na presença de tumores que envolvam extensamente o fígado.

### Exames paraColestase

#### Bilirrubina
Bilirrubina, é um pigmento da bile produzido por quebra do heme e redução da biliverdina, que normalmente circula no plasma sanguíneo. É absorvido por células do fígado e conjugado de modo a formar diglucuronide, um pigmento solúvel em água excretada na bílis. Seu excesso é chamado hiperbilirrubinemia, e é resultado de um ou mais dos seguintes:
- Aumento da produção de bile;
- Diminuição da captação ou conjugação hepática;
- Diminuição na excreção biliar (Icterícia).

A bilirrubina total geralmente é constituída, em sua maior parte, de bilirrubina não conjugada, a obtenção das frações de bilirrubina permite quantificar a bilirrubina conjugada; as frações só são necessária em casos de icterícia neonatal ou se a bilirrubina estiver aumentada, mas os outros resultados de testes hepáticos estão normais, sugerindo que a causa não é uma doença do sistema hepatobiliar.
Hiperbilirrubinemia não conjugada (fração de bilirrubina indireta > 85%): reflete um aumento na produção de bilirrubina ou deficiência na captação ou conjugação hepática.
Hiperbilirrubinemia conjugada (fração de bilirrubina direta > 50%): resulta da diminuição na formação de bile ou de sua excreção (colestase). Quando associado à presença de outras anormalidades, o aumento das bilirrubinas indica a presença de disfunção hepatocelular.
Bilirrubinúria: reflete a presença de bilirrubina conjugada na urina; a bilirrubina se derrama na urina porque os níveis sanguíneos estão marcadamente elevados, indicando doença grave. A bilirrubina não conjugada, sendo insolúvel em água e ligada à albumina, não pode ser excretada pela urina.
A bilirrubinúria pode ser detectada à beira do leito com fitas de testes urinários disponíveis comercialmente em pacientes com hepatites virais agudas ou outras doenças hepatobiliares antes mesmo da icterícia se tornar evidente. Entretanto, a acurácia diagnóstica desses testes de urina é limitada. Os resultados podem ser falso-negativos quando a amostra de urina foi armazenada por um longo período de tempo, houve ingestão de vitamina C ou a urina contém nitratos.

#### Fosfatase Alcalina
Aumento no nível desta enzima sugere colestase. Os níveis de fosfatase alcalina elevam-se ≥ 4 vezes o normal em 1 ou 2 dias após uma obstrução biliar, independentemente do local da obstrução. Elevações de até 3 vezes o normal de de fosfatase alcalina são comuns em:
- Hepatite;
- Cirrose;
- Lesões expansivas;
- Doenças infiltrativas;
- Hepatite sifilítica.

Elevações isoladas (quando outros testes de função hepática são normais) geralmente ocorrem em:
- Lesões hepáticas focais;
- Obstruções parciais e intermitentes de ductos biliares;
- Hepatite sifilítica;
- Ocasionalmente, em doenças infiltrativas;

Os níveis podem permanecer elevados por vários dias após a resolução da obstrução, uma vez que a meia-vida da fosfatase alcalina é de cerca de 7 dias.

### Outros exames laboratoriais

#### Imunoglobulinas séricas
Na doença hepática crônica, as imunoglobulinas séricas geralmente se elevam. Entretanto, essas elevações não são específicas e geralmente não possuem valor clínico. Seus níveis se elevam de maneira discreta nas hepatites agudas, moderadamente em hepatites crônicas ativas e de forma mais intensa nas hepatites autoimunes. O padrão de elevação das imunoglobulinas (Ig) oferece pouca ajuda, embora diferentes imunoglobulinas estejam frequentemente muito altas em vários distúrbios como:
- IgM encontra-se muito elevada em pacientes com cirrose biliar primária;
- IgA, na hepatite alcoólica;
- IgG, na hepatite autoimune.

#### Anticorpos antimitocondriais
Este grupo heterogêneo de anticorpos encontra-se positivo, em geral em altos títulos, em mais de 95% dos casos de cirrose biliar primária. Anticorpos antimitocondriais também podem auxiliar no diagnóstico etiológico de colestases, uma vez que não costumam se elevar em casos de obstrução biliar extrahepática ou colangite esclerosante primária.

## Teoria dos quatro humores de Hipócrates
Hipócrates, o pai da medicina, no século IV a.C. formulou a teoria humoral acreditava que a bile amarela estava associada com a raiva (humor colérico) enquanto a bile negra estaria associada à melancolia. Essa foi a teoria sobre funcionamento das emoções é aceita até hoje pela medicina oriental e alternativa. Segundo ele, associando a bile amarela, bile negra, sangue e fleugma, respectivamente, ao fogo, terra, ar e água, esses humores predominariam em determinada estação do ano, isto é, verão (bile amarela), outono (bile negra), primavera (sangue) e inverno (fleugma). O desequilíbrio desses humores era considerado a fonte de todas as doenças.